# Agrilus scitulus
Agrilus scitulus är en skalbaggsart som beskrevs av Horn 1891. Agrilus scitulus ingår i släktet Agrilus och familjen praktbaggar. Inga underarter finns listade i Catalogue of Life.